# イルゲイ
イルゲイ（モンゴル語: Ilügei、中国語: 亦魯該、生没年不詳）とは、13世紀初頭にチンギス・カンに仕えたジャライル出身の千人隊長。
チンギス・カンの第三子で第二代皇帝となったオゴデイの王傅を務め、オゴデイ・カアンの治世において非常に高い地位を誇った。『元朝秘史』などの漢文史料では亦魯該(yìlŭgāi)、『集史』などのペルシア語史料ではیلوکای نویان(īlūkāī nūyān)と記される。

## 概要
『集史』「ジャライル部族志」によると、イルゲイはチンギス・カンに仕えたノコルの一人、カダアンの息子であったという。弟には同じく千人隊長となったドロアダイがいた。
イルゲイはチンギス・カンの第三子オゴデイのアタベク(後見人)を務めており、息子のイルチダイ（エルジギデイ）はオゴデイの乳兄弟でもあった。このような経緯から1206年にモンゴル帝国が建国されると、イルゲイの率いる千人隊(ミンガン)はオゴデイに与えられ、イルゲイはオゴデイの王傅と位置づけられた。当初オゴデイに与えられた千人隊はイルゲイのジャライル千人隊、デゲイのベスト千人隊、イレク・トエのスルドス千人隊、ダイルのコンゴタン千人隊からなる4千人隊であったが、その中でもイルゲイは筆頭千人隊と位置づけられていた。
チンギス・カンの死後、オゴデイが第二代皇帝(カアン)に即位すると、イルゲイは宿老・軍団長としてオゴデイ政権下で非常に高い地位を誇った。しかし、後述するように息子のイルチダイがカアン位を巡る政争に敗れ、モンケ・カアンによって処刑されてしまったこともあり、その事蹟・晩年についてはほとんど記録が存在しない。
イルゲイに関わる数少ない記録の1つとして、アミール・アルグンに関する逸話が存在する。オイラト部の貧しい家に生まれたアルグンは父親によって牛の腿肉一片で売られてしまい、イルゲイがこれを買い取った。アルグンの優秀さを見抜いたイルゲイはオゴデイの親衛隊(ケシク)の宿営(ケブテウル)に入隊したイルチダイの従者とし、そこでアルグンは立身出世し、最後にはイラン総督府の長官にまで上り詰めたという。

## 家族

### ドロアダイ・バウルチ
イルゲイの兄弟で、バウルチ(主膳の司)を務めていた。オゴデイが即位すると、ドロアダイの率いていた千人隊はトゥルイ家から引き抜かれ、オゴデイの息子コデンに与えられたという。

### エルジギデイ
イルゲイの息子で、オゴデイの乳兄弟でもあった。『集史』ではオゴデイの親衛隊(ケシク)に所属していたと記されており、『元朝秘史』に登場するオゴデイの侍衛(トルカウト)を務めたという「アルチダイ(阿勒赤歹)」はエルジギデイと同一人物と見られる。
オゴデイの死後、オゴデイ家とトゥルイ家の間でカアン位を巡る争いが生じると、エルジギデイはオゴデイ家派の急先鋒として活動した。『集史』「ジャライル部族志」によると、グユク・カン死後のクリルタイにおいてオゴデイの孫シレムンをカアン位につけるよう主張したがクビライに論破され、モンケの即位後にイェスン・テエやジャンギらとともに処刑されたという。
イルゲイとその家族に関する記録が乏しいのは、モンケの治世においてエルジギデイが処刑され、イルゲイ家が没落してしまったのが理由と考えられている。

### ダーニシュマンド
イルゲイの息子で、イルチダイの弟と見られる。イルチダイの処刑後もオゴデイ家に仕え続けていたようで、オゴデイ・ウルスを復興させたカイドゥの使臣(イルチ)として活動していたことが記録されている。

## ジャライル部イルゲイ家
- カダアン（Qada'an ＞قدان/qadān）
  - イルゲイ・ノヤン（Ilügei noyan ＞亦魯該/yìlŭgāi,یلوکای نویان/īlūkāī nūyān）
    - エルジギデイ（Eljigidei ＞野里知吉帯/yělǐzhījídài,یلچیدای/īlchīdāī/erkertai）
    - ダーニシュマンド（Dānishmand ＞دانشمند）

  - ドロアダイ・バウルチ（Dolo'adai ba'urči ＞朶囉阿歹/duŏluōādǎi,دولادای باورچی/dūlādāī bāūrchī）

## 初期オゴデイ・ウルスの4千人隊
- ジャライル部のイルゲイ・ノヤン
- ベスト部のデゲイ
- スルドス部のイレク・トエ
- コンゴタン部のダイル